# Ankarangona
Ankarangona (ook wel Misorolava) is een plaats in Madagaskar gelegen in het district Antsiranana II van de regio Diana. In 2001 telde de plaats bij de volkstelling 5610 inwoners.
In de plaats is basisonderwijs beschikbaar. 95% van de bevolking is landbouwer en 3,5% is werkzaam in de veeteelt. Het belangrijkste gewas is rijst en tomaten, maar er worden ook komkommer's verbouwd. 0,5% van de bevolking is werkzaam in de dienstensector en de overige 1% van de bevolking voorziet in levensonderhoud via visserij.